# مارسلو آزکاراگا پالمرو
مارسلو آزکاراگا پالمرو (انگلیسی: Marcelo Azcárraga Palmero؛ ۱ سپتامبر ۱۸۳۲ – ۳۰ مهٔ ۱۹۱۵) یک سیاست‌مدار اهل اسپانیا بود.